# Руслова гідроелектростанція

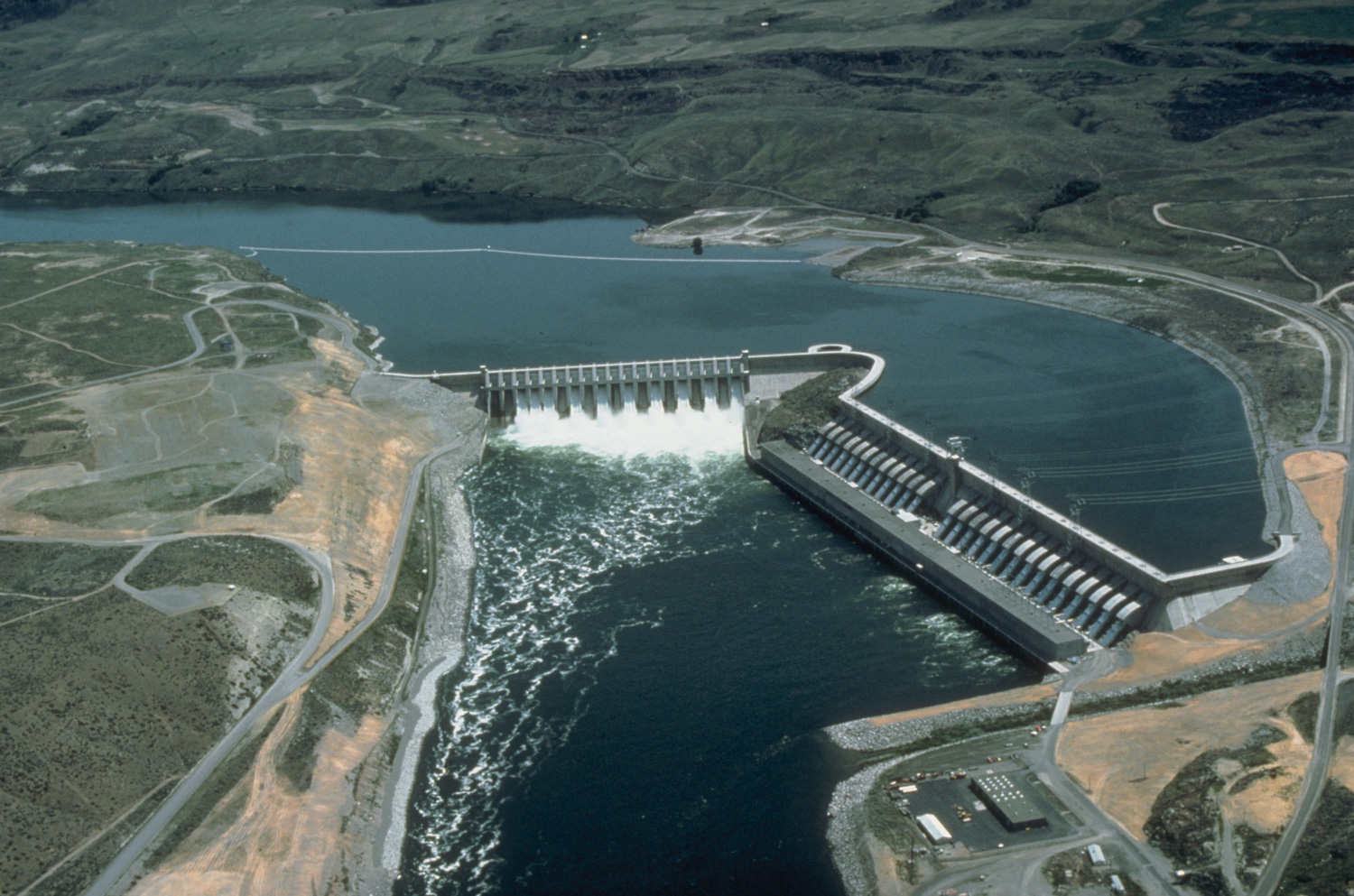
ГЕС Вождя Джозефа — гідроелектростанція у штаті Вашингтон (Сполучені Штати Америки).

Руслова гідроелектростанція — гідровузол, споруди якого розташовуються в межах річкового русла і виходять на береги річки в незначних межах порівняно з розмірами гідротехнічної споруди. Напір створюється греблею, водоскидними спорудами та будівлею станції, що утворюють напірний фронт, таким чином одна зі стін будівлі станції сприймає статичний напір води. Як правило є низьконапірними гідровузлами, але у разі гірського рельєфу до них можуть належати також високонапірні ГЕС.
До руслових ГЕС відносяться тільки греблі і приплотинні станції, які не переривають природну течію річки, на відміну від дериваційних станцій.
Розрізняють руслові ГЕС з водосховищем, що трохи перевищує межі заплави або каньйону річки (англ. run-of-the-river), і гідровузли з більш великими водоймами через знижений рівнинний рельєф у верхній течії.
У силу своїх характеристик вважається, що заплавноруслові ГЕС мають мінімальний вплив на навколишнє середовище в порівнянні з іншими видами напірних річкових гідровузлів. Через невелику площу водоймищ і через обмеження на допустимі зміни рівня верхнього б'єфу, гідровузли цього виду або не здатні здійснювати регулювання стоку, або можуть здійснювати тільки згладжування паводків шляхом добового регулювання стоку.
Приклад: ГЕС Джона Дея

## Інтернет-ресурси
- Funktionsweise eines Ausleitungskraftwerkes, Landesverband Bayerischer Wasserkraftwerke eG
- Laufwasserkraftwerke in Deutschland, energiewelten.de
- Laufkraftwerk Strom-online
- Wasserkraft contra Umwelt?, Sueddeutsche.de
- Fischsterben durch Wasserkraft nano (3sat)